# BIKE LOVE FORUM
BIKE LOVE FORUM（バイクラブフォーラム、BIKE LOVE FORUM、BLF）とは、バイク⽂化の創造を⽬指すとともにバイク産業の振興、市場の発展等を図ることを⽬的とした取り組み。
毎年同名称のフォーラムを開催し、活動の報告や情報発信を行っている。

## 主催団体
- 経済産業省
- 三重県
- 鈴鹿市
- 熊本県
- 静岡県
- 磐田市
- 浜松市
- 日本自動車工業会
- 全国オートバイ協同組合連合会
- 日本二輪車普及安全協会
- 日本自動車輸入組合
- 日本自動車部品工業会
- 全国二輪車用品連合会
- 日本二輪車オークション協会
- 中古二輪自動車流通協会
- 日本モーターサイクルスポーツ協会

## フォーラム開催実績
- 2013年　第1回　鈴鹿市
- 2014年　第2回　浜松市
- 2015年　第3回　熊本
- 2016年　第4回　兵庫・神戸
- 2017年　第5回　群馬・前橋
- 2018年　第6回　岩手・一関
- 2019年　第7回　やまなし
- 2020年　第8回　コロナ禍のため非開催
- 2021年　第9回　オンライン
- 2022年　第10回　大分・日田
- 2023年　第11回　静岡・浜松